# Sieradzki Park Etnograficzny
Sieradzki Park Etnograficzny – skansen wsi sieradzkiej zlokalizowany we wschodniej części Sieradza, przy ul. Grodzkiej, u stóp Wzgórza Zamkowego. Stanowi oddział Muzeum Okręgowego w Sieradzu.

## Historia
Zamysł stworzenia skansenu w Sieradzu powstał w latach 60. XX wieku z inicjatywy dyrektora Muzeum Regionalnego w Sieradzu, Zofii Neymanowej, która w 1972 przygotowała w tym zakresie pierwszą koncepcję, współpracując z Anną Korytowską. Park powołano decyzją Powiatowej Rady Narodowej w Sieradzu nr 91/516/73 z 26 stycznia 1973. Jako siedzibę wskazano łęgi nadwarciańskie. Prace budowlane rozpoczęto w 1975.
Pierwszym zrekonstruowanym obiektem był dom tkacza z ul Długiej w Zgierzu (początkowo zaplecze dla robotników budowlanych), a kolejnym zagroda Szczepana Muchy (1908-1982), rzeźbiarza ludowego ze wsi Szale wraz z kolekcją prac artysty z lat 1972–1983 wewnątrz. Prace przy budowie skansenu przerwał kryzys gospodarczy. Do idei powrócono w 1986 potwierdzając umiejscowienie placówki. 17 stycznia 1987 wojewoda sieradzki wydał decyzję o budowie parku.
Placówka realizuje program Krzesiwo, w ramach którego odbywają się warsztaty i spotkania z twórcami ludowymi, co wychodzi naprzeciw postulatowi promowania kultury ludowej regionu sieradzkiego.

## Obiekty
Na terenie skansenu stoją:
- chałupa tkacza ze Zgierza, lata 20. XIX wieku,
- dom z zagrodą rzeźbiarza ludowego Szczepana Muchy ze wsi Szale, położonej w Gminie Klonowa
- zagroda typu otwartego charakterystyczna dla Ziemi sieradzkiej wraz z płotem i podwórzem, na którą składają się:
  - chałupa z Męki z 2. połowy XIX wieku,
  - obórka z wozownią z Wiertelaków z przełomu XIX i XX wieku,
  - stodoła z Rudy koło Sieradza z początku XX wieku,
- spichlerz (komora) z Brąszewic-Zabrodzia z około 1810,
- rekonstrukcja pieca chlebowego z Kopyści pod Łaskiem z 1955,
- wiata z maszynami i urządzeniami wiejskimi (młocarnie, wialnie, przetaki i inne),
- Skrzynia czasu z pamiątkami i wspomnieniami mieszkańców Ziemi sieradzkiej zakopana pod głazem 26 czerwca 2010[4].